# Moro
 Ovo je glavno značenje pojma Moro. Za druga značenja pogledajte Moro (razdvojba).
Moro su islamizirani narod nastanjen u Morolandu u južnim Filipinima na otocima Mindanao, Sulu, Basilan, Tawi-Tawi i Palawan. Narod Moro podijeljen je na 13 lokalnih skupina, to su: Badjao, Iranun, Jama Mapun, Kalagan, Kalibogan, Maguindanao, Maranao, Molbog, Palawanon, Samal, Sangil, Tausug, i Yakan. Ovaj nekad moćan narod imao je razvijene zajednice cijelim arhipelagom Filipina, danas su oni postali tek jedna od filipinskih manjina. Godine 1982. bilo ih je 5,310,958 (prema MILF-u →Moro Islamic Liberation Front./ 7-10 milijuna). Sultanati Moroa javljaju se pred nekoliko stotina godina, a među njima sultanat Sulu utemeljen je 1450. Sultanat Maguindanao i Buayan je 1619. sultan Kudarat (po kojemu danas jedna provincija nosi ime, Sultan Kudarat)  ujedinio u jedan, nazvan Maguindanao koji je dominirao i ubirao poreze od pomorskih naroda sve do obala Bornea, kao i u područjima Cotabato, Lanao, Davao, Misamis, Bukidnon, i Zamboanga, te dijelovima otoka Visayas i Basilan. –Narod Moro u novije vrijeme opet nastoji steći bivšu nezavisnost i izgubljenu slobodu.

## Jezik
Moro narodi ili etničke grupe malajskog su porijekla i lingvistički pripadaju malajsko-polinezijskoj (austronezijskoj) porodici, i svaka ova Moro-skupina govori svojim vlastitim jezikom.

## Kultura
Kultura ovog naroda orijentirana je prema moru. Sela i kuće okrenute su prema obali izgrađene na drvenima pilonima (nosačima), zabijenim u morsko dno, kao što je to na otočju Sulu, ispod kojih su privezani čamci, ili pak u tlo uz morsku obalu. 
Moro se danas uz ribolov bave donekle i uzgojem kukuruza, riže, slatkog krumpira, kasave i biljke poznate u engl. jeziku kao swamp cabbage (water spinach), ili kangkong na jeziku tagalog, ona raste divlje ili se uzgaja, i u stvarnosti ne pripada ni špinatu ni kupusu.
Narod Moro poznati su kao veoma opasni ljudi naoružani cijelom serijom hladnog oružja s oštrim sječivima pogodnima za smaknuća, a to im uglavnom i je namjena. Ovoj galeriji oružja pripadaju: keris (to je poznati kris), kampilan, golok, klewang, barong, tapideng, goloro, korambi, battig, budjak, panabas, talibon, parang pida,  kudi tranchang i tombak -Tombak je i ime tradicionalnog armenskog instrumenta (zvanog i doumbeg), čiji se pojmovi ne smiju brkati. 

## Vanjske poveznice
- At The Da’Wah Center: A Call for Help
- Moro Swords
- The Saga of Moro People during Martial Law  Arhivirana inačica izvorne stranice od 28. rujna 2007. (Wayback Machine)